# Jacques Le Boucq
Pour les articles homonymes, voir Le Boucq.
Jacques Le Boucq ou Jacques Leboucq, né en 1520 à Valenciennes où il est mort en 1573, est un peintre, héraut,  portraitiste et dessinateur hainuyer. Il est célèbre en tant que Maître du Recueil d'Arras.

## Biographie
Jacques Le Boucq est également connu sous les patronymes de Jacques Leboucq d'Artois, Jacques Le Boucq d'Artois, Jacques Le Bourcq de Valenciennes ou Jacques Lebourcq de Valenciennes.
Jacques le Boucq représenta de nombreux visages croisés autour de lui durant sa vie. Il croqua avec une grande réalité les personnages faisant apparaître la vivacité des visages et les traits de caractères de ces multiples personnages dont de nombreux grands seigneurs et dignitaires des Pays-Bas qui lui permirent de réaliser au graphite ou à la sanguine les visages qu’il découvrait dans les palais et les châteaux de ses commanditaires.
Ses premiers personnages pour commande furent ceux de Philippe de Valois (1292-1322), Louis de Male (1330-1384) ou Jean l’Aveugle (1296-1346) réalisés à partir de tombes. Par la suite, ceux du XVe siècle furent effectués de visu à partir de portraits originaux de ses contemporains ayant posé eux-mêmes. Il a vraisemblablement utilisé pour cela les collections de tableaux de ses puissants protecteurs, le duc d'Arschot et le comte de Lalaing.
Jacques le Boucq travailla aux Pays-Bas et fut le protégé de l'empereur Charles Quint, il y travailla de 1548 à 1571.

## Le recueil d'Arras
Une grande partie de ses représentations faciales furent regroupées dans un recueil dénommé Recueil d'Arras.

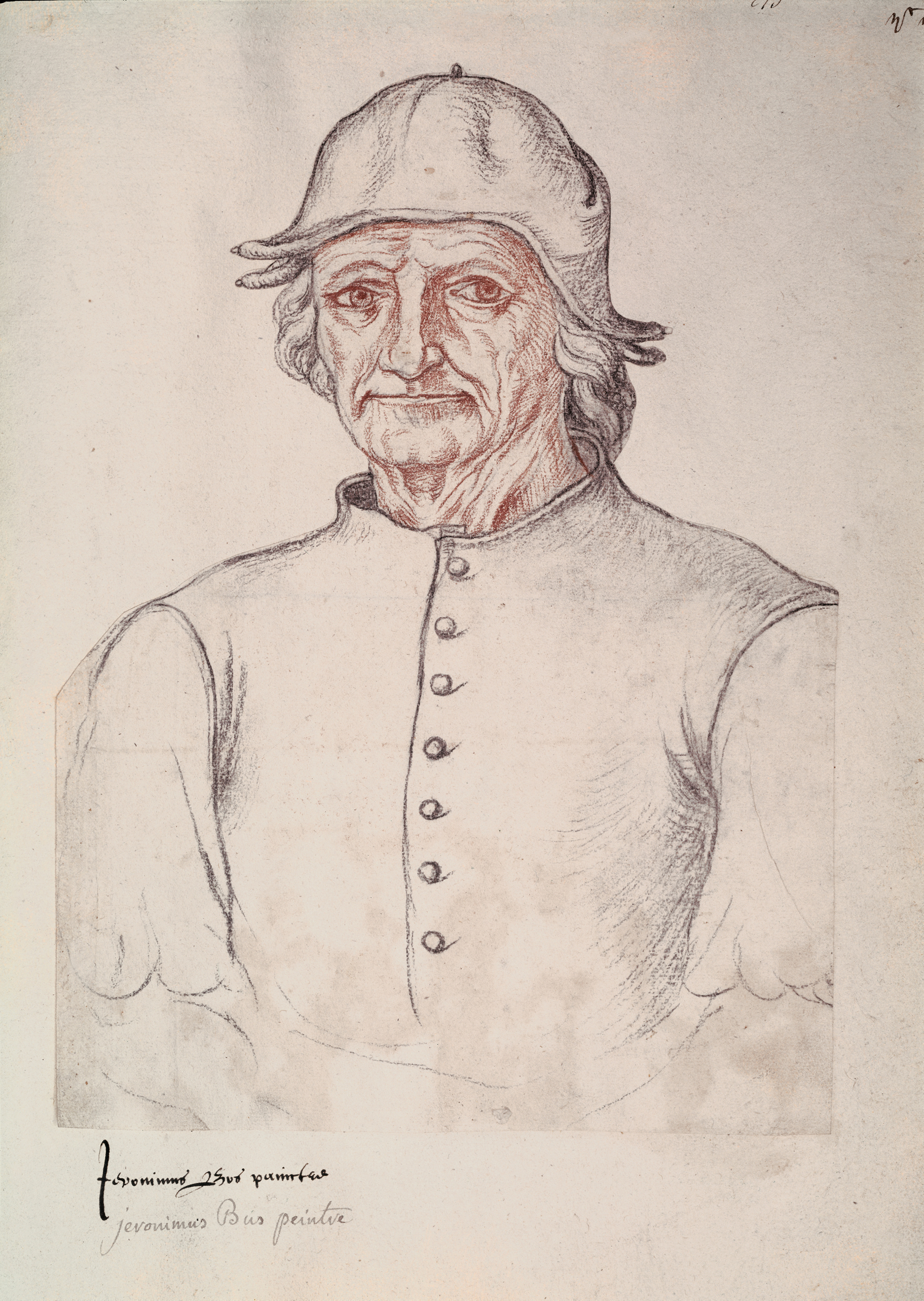
Jérôme Bosch
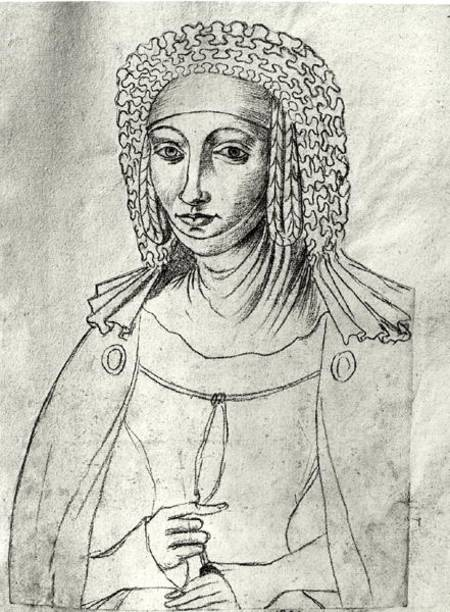
Marguerite de France
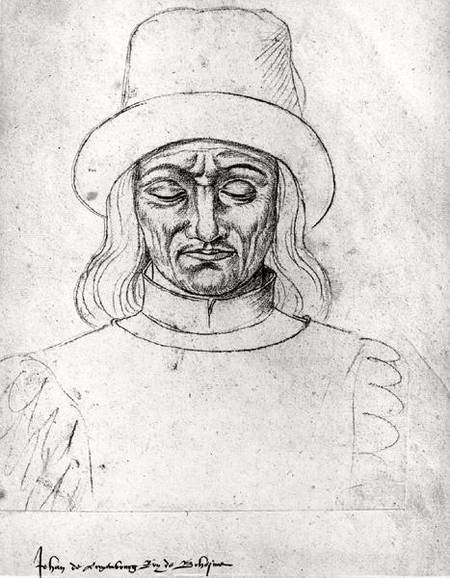
Jean de Luxembourg et de Bohême dit Jean l'Aveugle
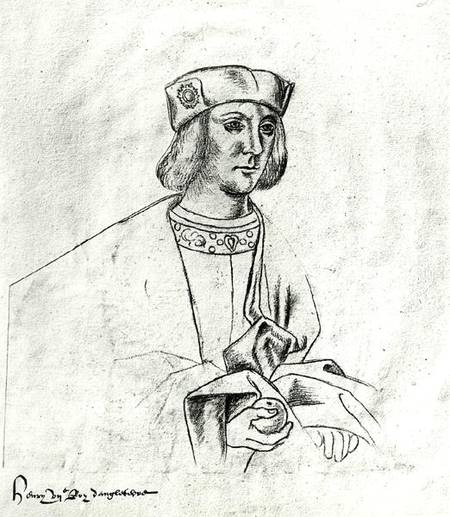
Henry VII d'Angleterre
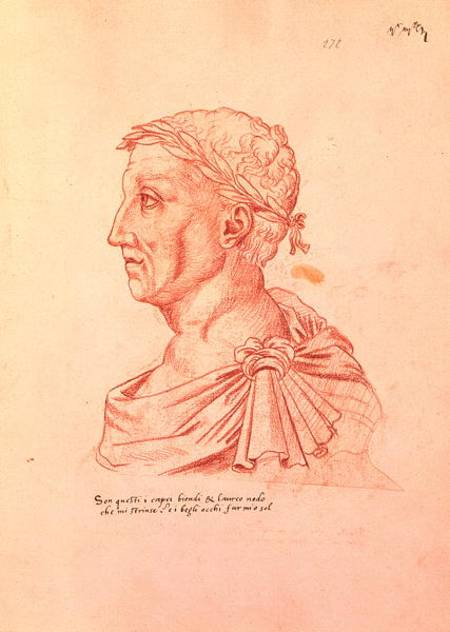
Pétrarque

## Œuvre héraldique
À côté de sa production de portraitiste, Leboucq est connu pour son impressionnante productivité en matière héraldique. Intéressé à ce domaine par son père Noé, surintendant de l'artillerie de Charles Quint, qui lui dédie un traité de blason dans les années 1540, il s'illustre aussi bien dans la peinture monumentale que dans la synthèse théorique. Il réalise ainsi les cinquante et un tableaux armoriés pour le chapitre de l'ordre de la Toison d'or tenu en 1559 à Gand. S'inspirant du traité de Boncourt, il produit également un exposé théorique assez original dans le corpus des traités de blason médiévaux, tranchant par son caractère plus géométrique et moins hiérarchique que ses prédécesseurs. Dans les années 1560, il copie plusieurs armoriaux (épinette, Cour amoureuse de Charles VI) et compile surtout de nombreux relevés des épitaphes et armoiries des églises de Flandre, Artois, Hainaut, Hollande et Brabant dont la majorité est aujourd'hui conservée à la Bibliothèque nationale de France. On estime cependant d'ordinaire que l'essentiel de son œuvre en la matière a été perdue dans l'incendie du palais du Coudenberg en 1731.
Dans les petits formats, le dessin de Leboucq est vif, ferme et précis, les couleurs appliquées à la gouache avant une finition au trait de plume sont franches. Ses travaux conservés sont d'une grande propreté et généralement présentés avec soin. Il utilise fréquemment une série de tampons en bois sculpté qui lui permettent de façon rapide et régulière les ornements extérieurs des écus, notamment les heaumes et lambrequins. Dans ses grands formats, au contraire son style s'affadit quelque peu, prenant une certaine lourdeur, notamment dans le dessin des animaux.

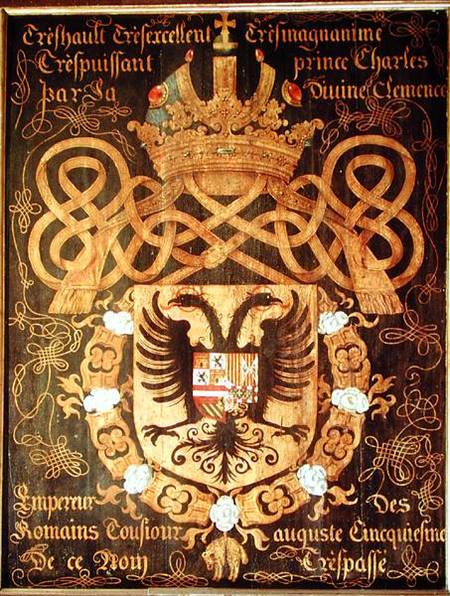
tableau héraldique de Charles Quint pour le chapitre de 1559
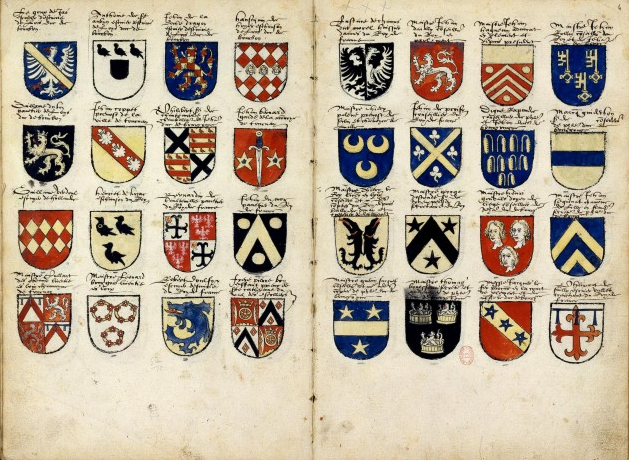
Copie de l'armorial de la cour amoureuse (BNF naf 25274)
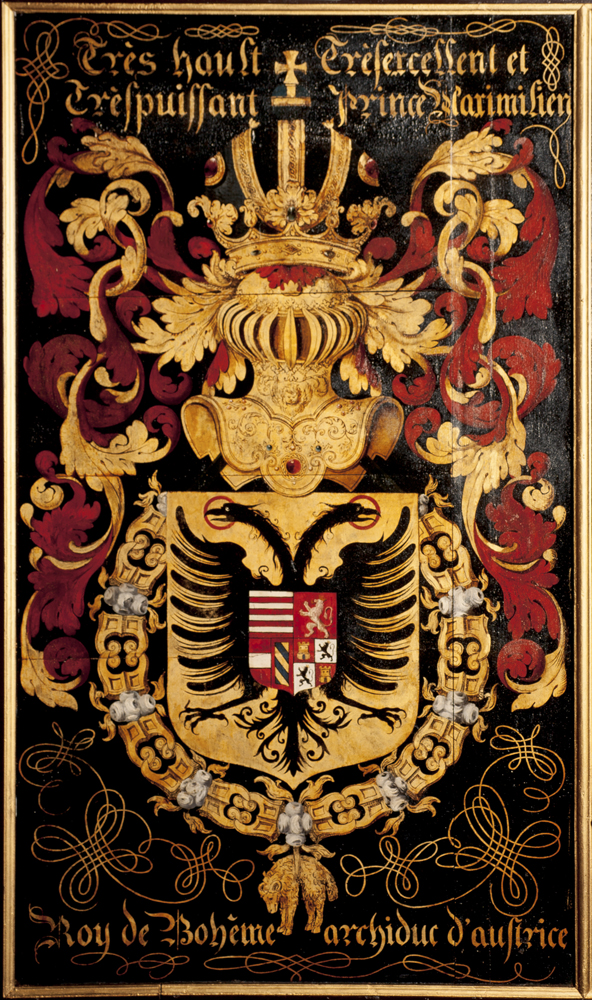
tableau héralidique de Maximilien II du Saint-Empire, Cathédrale Saint-Bavon de Gand, Gand

## Ouvrages
Jacques le Boucq a écrit plusieurs ouvrages, souvent restés au stade de manuscrits. Nombre d'entre eux ont été brûlés dans l'incendie du palais de Bruxelles (Palais du Coudenberg) en 1731.
- Les Triumphes du Thoison d'Anuers, illuminés en velin (Ms. 600 Bibliothèque municipale de Valenciennes).
- Recoel de tous les festes et chapitres de la noble ordre du Thoison d'or, depuis la première institution jusques à nostre temps, 1556.
- Rachine et extraction de la noble maison de Blois, 1558.
- Festes de l'Espinette, (Ms.601 Bibliothèque municipale de Valenciennes)[1].